# Eva-Maria Holzleitner
Eva-Maria Holzleitner (Wels, 1993. május 5. –) osztrák politikus, 2025-től Ausztria nőkért, tudományért és kutatásért felelős minisztere, 2017-től 2025-ig a Nemzeti Tanács tagja.

## Életpályája
1993-ban született a felső-ausztriai Welsben, itt szerezte középfokú végzettségét is. 2011 és 2016 között a linzi Johannes Kepler Egyetemen tanult szociális gazdaságtant. 2012 óta Ausztria Szociáldemokrata Pártjának (SPÖ) tagja. 2016 és 2021 között a felső-ausztriai Junge Generationnak, az SPÖ ifjúsági szervezetének vezetője volt. A 2017-es ausztriai választásokat követően a Nemzeti Tanács képviselője lett. 2021 óta az SPÖ alelnökeként és a párt női tagozatának vezetőjeként tevékenykedik.
2025. március 3-án a Stocker-kormány nőkért, tudományért és kutatásért felelős minisztere lett, a mandátumát a Nemzeti Tanácsban Elisabeth Feichtinger kapta meg.

## Fordítás
- Ez a szócikk részben vagy egészben  az   Eva-Maria Holzleitner című német Wikipédia-szócikk fordításán alapul.  Az eredeti cikk szerkesztőit annak laptörténete sorolja fel. Ez a jelzés csupán a megfogalmazás eredetét és a szerzői jogokat jelzi, nem szolgál a cikkben szereplő információk forrásmegjelöléseként.